# Karolinen
Die Karolinen sind ein im Inselgebiet von Mikronesien gelegener Archipel im westlichsten Teil des Pazifischen Ozeans. Die Inseln und Inselgruppen der Karolinen liegen weit verstreut zwischen den Philippinen im Westen und den Marshallinseln im Osten. Sie gehören heute zu den Föderierten Staaten von Mikronesien und zu Palau.

## Geographie
Der Archipel erstreckt sich über ein weites Gebiet im Westpazifik (zwischen 10° 6′ N, 131° 4′ O und 1° 3′ N, 163° 6′ O) mit über zwei Millionen km² Fläche, wovon jedoch nur ein Bruchteil (etwa 1000 km²) festes Land ist. Von den über 500 Atollen bzw. Koralleninseln der Karolinen sind nur relativ wenige bewohnt.
Der Archipel ist heute politisch zwischen den Föderierten Staaten von Mikronesien und dem Inselstaat Palau, zu dem aber nur die äußeren Westkarolinen (Palauinseln) zählen, aufgeteilt.

## Klima
Das Klima ist humid und warm, die Thermometer zeigen im Dezember 25–30 °C im Juni 29–31 °C. Von November bis März wehen Nordostpassate, von April bis September Südostpassate; heftige Orkane richten oft schwere Schäden an.

## Geschichte

### Europäische Entdecker
Teile der Karolinen wurden 1525 durch den Portugiesen Diego da Rocha entdeckt, der sie Sequeirainseln nannte. 1526 waren der Spanier Alonso de Salazar und 1528/29 der Spanier Álvaro de Saavedra im Bereich der Inseln auf Erkundungsfahrten. Spätere Entdeckungen spanischer Seefahrer machten bis zum Ende des 16. Jahrhunderts Inseln der mittleren und östlichen Karolinen bekannt.
Am 15. November 1625 erreichte der niederländische Vizeadmiral Geen Huygen Schapenham mit der Nassauischen Flotte (niederländisch Nassausche vloot), die von 1623 bis 1626 die Welt umrundete, die Insel Yap und kann somit europäischerseits als ihr Entdecker gelten.
1686 entdeckte der Spanier Francesco Lazeano eine größere Inselgruppe im Westen (vermutlich die Yap-Inseln), die er zu Ehren des damaligen spanischen Königs Karl II. (1661–1700) – spanisch Carlos II. –, „Carolina“ nannte, wodurch schließlich der ganze Archipel seinen Namen bekam.
Von Manila aus unternahmen die Jesuiten seit 1710 mehrere Bekehrungsversuche der Bewohner der Karolinen zum Christentum, doch die Expeditionen misslangen. Als 1731 der Jesuitenpater Juan Antonio Cantova ermordet wurde, kümmerte sich Spanien nicht mehr um die Inselgruppe.

### Forscher und Kartografen des 19. Jahrhunderts
Gegen Ende des 18. Jahrhunderts entdeckten Wilson, James Mortlock, Runter, Thomson, Mulgrave u. a. eine Reihe von Inseln wieder oder auch erstmals. Genauere Kunde brachte 1816 die russische Rurik-Expedition unter Otto von Kotzebue und insbesondere die Landesaufnahmen des Grafen Friedrich Benjamin von Lütke 1827/28 und die Landesaufnahmen von Louis Isidore Duperrey 1828/29 von Kusaie und von Truk. Später haben französische, britische, deutsche und spanische Schiffe die Küsten kartographiert.
Der amerikanische Missionar John Thomas Gulick machte auf der Insel Pohnpei 1853–56 meteorologische Beobachtungen. 1868–69 führte Johann Stanislaus Kubary ethnographische und zoologische Untersuchungen und Sammlungen auf verschiedenen Inseln durch.

### Deutsch-spanische Rivalität 1885

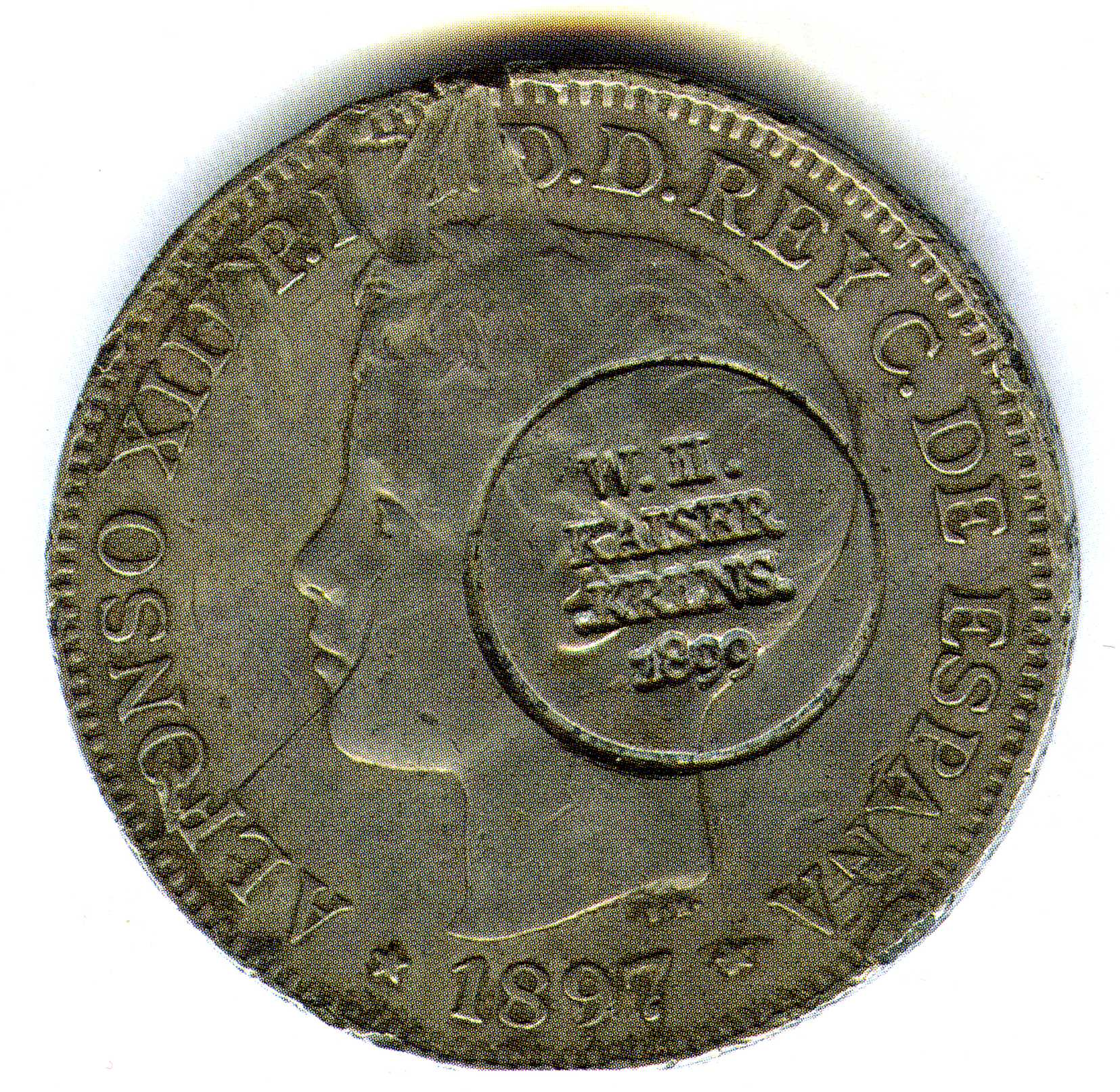
Spanische Münze Ende des 19. Jahrhunderts auf den Karolinen benutzt und später zur weiteren Gültigkeit unter deutscher Herrschaft mit deutscher Punzierung versehen.

Das deutsche Kanonenboot Iltis hisste am 24. August 1885 die deutsche Reichsflagge auf Yap, der damaligen Hauptinsel der Karolinen. Zum selben Zweck aus Manila abgeschickte spanische Kriegsschiffe kamen zu spät. In Spanien brach Entrüstung über den deutschen Akt aus, es entspann sich die sogenannte Karolinenfrage. Otto von Bismarck verlangte von Madrid tatsächliche Beweise dafür, dass die Karolinen früher unter spanischer Oberhoheit gestanden hätten, während Spaniens Regierung auf den Souveränitätsansprüchen beharrte. Schließlich einigten sich beide Mächte auf Vorschlag Bismarcks, Papst Leo XIII. als Schiedsrichter anzurufen, der am 22. Oktober 1885 Spanien die Souveränität über die Karolinen zuerkannte, dem deutschen Handel aber wichtige Rechte sicherte.

### Deutsche Kolonialzeit 1899–1914

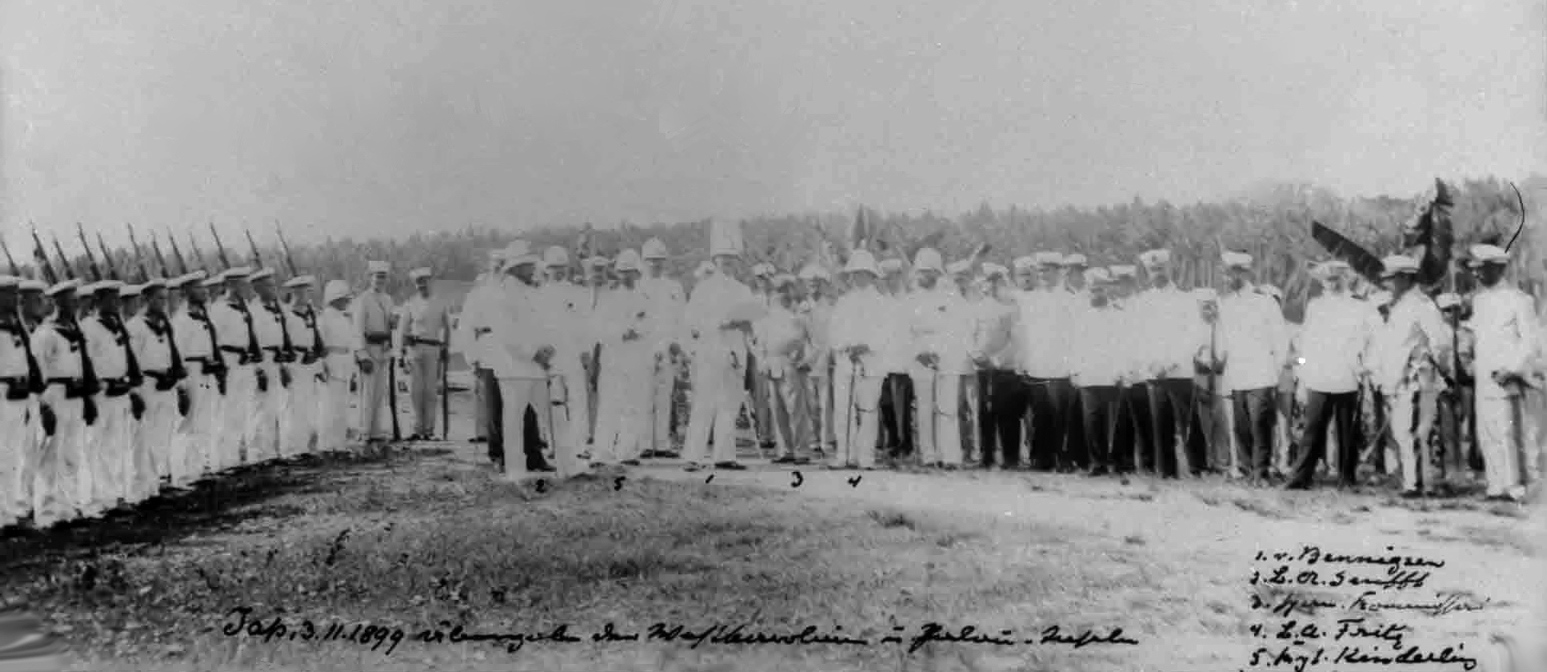
Übergabe der Westkarolinen und Palau von Spanien an das Deutsche Reich – Yap, 3. November 1899

Nach dem Spanisch-Amerikanischen Krieg wurden die Karolinen im Deutsch-Spanischen Vertrag 1899 von den Spaniern an das Deutsche Reich verkauft und damit Teil von Deutsch-Neuguinea. Deutschland verwaltete die Karolinen als zwei getrennte Bezirke: Die Ostkarolinen und Westkarolinen. Die Verwaltungsgrenze verlief entlang des 148. Grades östlicher Länge. Die entsprechenden Bezirksämter befanden sich auf den Inseln Ponape und Jap.
Nach der deutschen Besitzergreifung 1899 wurde von Georg Volkens die Flora der Yap-Inseln untersucht und von der deutschen Marine viele Inseln neu kartographiert. Meteorologische Stationen wurden errichtet und von einzelnen Beamten (Senfft, Dr. Born) Berichte über die Bevölkerung und besondere Ereignisse geschrieben.
In der Zeit des Aufenthaltes der Hamburgischen Südsee-Expedition (1908–10) im Gebiet der Karolinen unter dem Expeditionsleiter Augustin Krämer wurden die Kenntnisse über die Inselgruppe wesentlich vertieft.

### Weltkriege und Unabhängigkeit

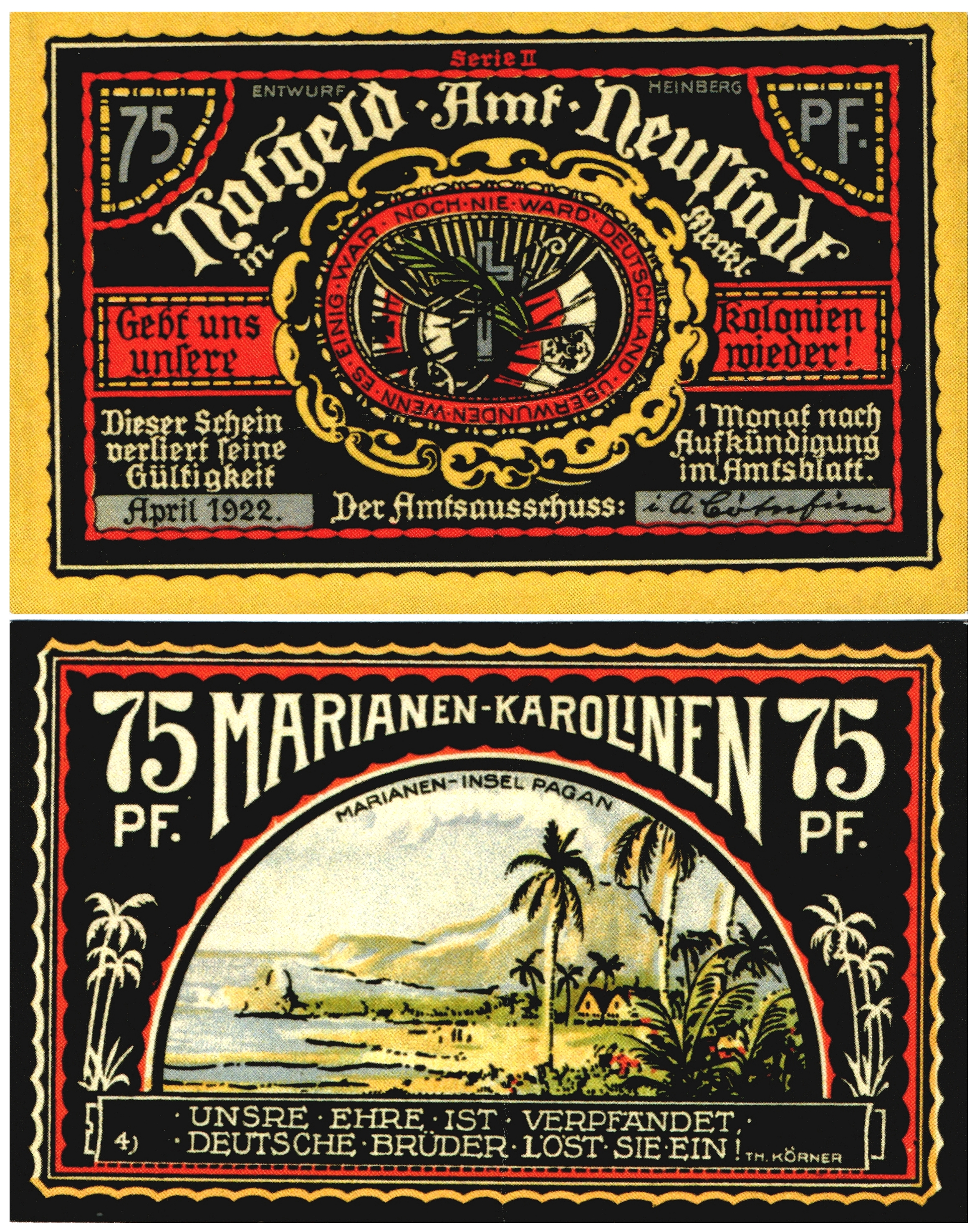
75 Pfennig Notgeldschein von 1922. Der Text beklagt den Verlust der Kolonien auf den Karolinen und den Marianen nach dem Friedensvertrag von Versailles.

Im Ersten Weltkrieg wurden die Inseln 1914 von Japan besetzt. Nach dem Friedensvertrag von Versailles bekam Japan die Inseln als Völkerbundsmandat zuerkannt.
Während des Pazifikkriegs, 1937–1945, waren die Karolinen im Zuge der Schlacht um die Marshallinseln (Operation Hailstone) Schauplatz schwerer Kämpfe zwischen Japanern und US-Amerikanern.
Nach dem Zweiten Weltkrieg wurden die Karolinen UN-Treuhandgebiete unter US-amerikanischer Verwaltung. 1990 wurden sie schließlich in die Unabhängigkeit entlassen und gehören heute zu den Föderierten Staaten von Mikronesien und zu Palau.

## Besonderheiten
Bemerkenswert sind die großartigen, aus früherer Zeit stammenden Steinbauten (siehe auch Nan Madol), Hafendämme u. a. auf manchen Inseln sowie das Steingeld, welches man bis zur Größe von Mühlsteinen auf Palau bricht.